# Bateria testów Torrance'a
Bateria testów Torrance’a (Torrance’s Tests of Creative Thinking, TTCT) – bateria testów wzorowana na teście Wechslera, opracowana przez Ellisa Paula Torrance’a, znanego amerykańskiego psychologa. Metoda należy do dziedziny testów dotyczących myślenia dywergencyjnego (ang. divergent thinking). TTCT pojawił się w tłumaczeniu na prawie 40 różnych języków.

## Opis testu
Zadania w teście dzielą się na zadania werbalne i niewerbalne. Obie grupy zadań tworzą baterię testów Torrance’a. Każde zadanie motywuje do podania jak najbardziej oryginalnych, kreatywnych i szczegółowych odpowiedzi.
Zadania werbalne składają się z pięciu różnych aktywności: pytanie-odpowiedź (ang. ask-and-guess), ulepszanie produktu (ang. product improvement), nietypowe zastosowanie (ang. unusual uses), nietypowe pytania (ang. unusual questions) i spontaniczne przypuszczanie (ang. just suppose). Stymulus dla każdego zadania zawiera obrazek, na który każdy odpowiada w indywidualnej pracy pisemnej.
Zadania niewerbalne składają się z trzech różnych aktywności, a osoba badana ma 10 minut na każdą z nich:
konstrukcja obrazka (ang. picture construction), figury niekompletne (ang. incomplete figures) i figury powtórzone (ang. repeated figures). Zadania mają na celu dokończenie przez osobę badaną kształtów i niekompletnych figur, nadając im sens.

## Kryteria oceny wyników
Wyniki są oceniane pod względem:
1. płynności (ang. fluency) – ogólna liczba sensownych wypowiedzi;
2. elastyczności (ang. flexibilty) – różnorodność wypowiedzi;
3. oryginalności (ang. originality) – statystyczna rzadkość występowania danej odpowiedzi;
4. staranności (ang. elaboration) – szczegółowość opisu odpowiedzi.

Wyniki testów mają dużą wartość prognostyczną i na ich podstawie możemy ocenić twórczy rozwój człowieka oraz jego kreatywność, a także przewidzieć kierunek zmian (trafność prognostyczna).

## Zmiany w wynikach testu Torrance’a
Dr E. Paul Torrance opracował testy twórczego myślenia (TTCT) w 1966 roku (n=3,150), a test został zaktualizowany pięć razy:
- 1974 rok (n=19,111),
- 1984 rok (n=37,814),
- 1990 rok (n=88,355),
- 1998 rok (n=54,151),
- 2008 rok (n=70,018).

Wyniki dotyczą testu przeprowadzonego w Stanach Zjednoczonych, we wszystkich regionach. Próba z 1966 roku nie obejmowała przedszkoli, a próba z 1998 roku nie obejmowała dorosłych. Pozostałe próby obejmowały przedszkole poprzez uczniów 12. klasy oraz dorosłych o całkowitej próbie N= 272,599.
Analiza danych wykazała, że twórcze wyniki myślenia pozostały statyczne lub zmniejszyły się, począwszy od szóstej klasy. Wyniki wskazują również, że od 1990 roku, tak jak wysokość IQ wzrosła, tak wyniki twórczego myślenia znacząco spadły. Spadek dla przedszkolaków, poprzez uczniów klas trzecich był najbardziej istotny.

## Test Torrance’a jako predyktor personalnego oraz publicznego osiągnięcia
Wyniki 50-letniej obserwacji w badaniu podłużnym zainicjowanego przez E. Paul Torrance’a ukazują korelację punktów TTCT z osiągnięciami.
Testy twórczego myślenia Torrance’a przeprowadzano w późnych latach 50., a baza osobistych i publicznych osiągnięć pobrana została 50 lat później i użyta jako kryterium analiz. Te wykazały, że punkty TTCT były umiarkowanie skorelowane z personalnym, ale nie z publicznym, osiągnięciem. Jednakże interakcja inteligencji i kreatywności była istotnie związana z publicznym osiągnięciem, ale nie z osobistym.
Mężczyźni stali znacznie wyżej w publicznych osiągnięciach niż kobiety. Nie stwierdzono jednak znaczącej różnicy płci w osobistych osiągnięciach.

## Wiarygodność testu Torrance’a
Zarówno Torrance (Treffinger, 1985), jak i Cropley (2000) sugerują, iż, biorąc pod uwagę wielowymiarowość pojęcia jakim jest kreatywności, oceny powinny być oparte na kilku testach, a nie polegać na pojedynczym wyniku. Minimalnie dwa pomiary do oceny kreatywności dziecka zostały polecone również przez Johnsona i Fishkina (1999). W pracy badawczej recenzującej test Torrance’a, Kim (2006), popiera teorie o stosowaniu dwóch pomiarów w badaniu kreatywności. Sugeruje ona wykorzystanie testu Torrance’a w parze z innym wskaźnikiem.
Należy pamiętać również, że TTCT może dostarczyć wiarygodnej wiedzy o kreatywności, tylko jeśli jest oceniany przez wykwalifikowanego profesjonalistę (Treffinger, 1985 i Swartz, 1988). Aby zapewnić wykwalifikowany zespół oceniający wyniki, powstały specjalne treningi przeprowadzane przez Uniwersytet Georgii.

## Alternatywa testu Torrance’a
Obecnie dostępna jest również skrócona wersja TTCT, która łączy elementy zadań werbalnych oraz niewerbalnych – the Brief Demonstrator Form of the TTCT (BD-TTCT)(Goff i Torrance, 2000).